# Стар ред
Старият режим (на френски: Ancien Régime) или Ансиан режим, срещан още и като Стария ред, е политически и социално-икономически режим, който съществува във Франция през двата века, предшестващи Френската революция (1789), т.е. от края на 16 до края на 18 в. Названието се налага към средата на 19 в., когато в рамките на 50 години управлението на Франция на два пъти е приемало формата на република и империя. Алексис дьо Токвил със своя труд от 1856 г., Старият режим и революцията допринася много за утвърждаването на разликата между предходната, 'стара', монархия и тази, на която е съвременник.
Старият режим се характеризира най-вече с абсолютната монархия като форма на държавно управление на страната. Периодът се свързва с разцвет на класицизма, довел след себе си до Просвещението, с началото на енциклопедизма.

## Държавно устройство
От времето на Луи XIV Франция е абсолютна монархия. Кралят, наричан „Най-християнския крал“, е върховен законодател, военачалник и съдия, притежава изпълнителната власт. В областта на политиката и стопанството кралят притежава абсолютната власт от името на поданиците си, макар че не разполага с живота и честта им, те не се възприемат като роби, а като граждани. Така формулират абсолютизма неговите теоретици – Жак Босюе и Жан Боден. Това отличава френския и изобщо европейския абсолютизъм от деспотизма, характерен за Азия и за нехристиянските държави като Османската империя. Кралят обаче е основен двигател на развитието на страната – той започва войни и преговори, той създава търговските компании и заради неговите династични интереси воюва цялата нация. Той трябва с необходимата компетентност да ръководи всички административни, стопански и военни дела.
Кралят ръководи лично и дейността на министрите: назначава всеки от тях и периодично те го информират за състоянието на делата и какво е тяхното мнение. Най-важна роля играе финансовият министър, но той не може да взема решения самостоятелно. Длъжностите в административния апарат се продават и постепенно се превръщат в наследствени. Съществуват и няколко съвета, но единствено кралят определя периодичността на свикването им и контролира дейността им.
Основният в навечерието на революцията е Кралският съвет, който се състои от пет по-малки съвета: Тайният съвет, който се занимава с външните дела, Административният съвет – администрацията, полицията и съда, Финансовият, Търговският и Частният съвет. Последният играе роля на върховен кралски съд и арбитър при административни и финансови спорове. Кралският съвет като цяло има съвещателни функции, но с голяма тежест. Под него е правителството, съставено от шест министерства – на финансите, канцлерството, на външните дела, на войната, на флота и на колониите. Често в отделните министерства се установяват династии от министри – Колберовците във флота, Льо Телие във войната. Хората, които участват в съвета и в правителството, до голяма степен съвпадат.
Франция е разделена на 32 провинции, начело с губернатори. Губернаторският пост обаче е формален, тъй като губернаторите почти не стъпват в своите провинции. Провинциите отговарят на някогашните херцогства и графства преди обединението на Франция, тоест те са естествено оформени историко-географски области с различна големина и население. Те се делят на баяжи, а баяжите – на общини. Кметовете на общините (mair) са единствените избираеми длъжности, заедно с градските съвети. В навечерието на Френската революция кралят изпраща свои доверени служители – интенданти – в отделните райони, които да осъществяват връзката с него и притежават голяма административна, съдебна и дори военна власт.
В църковно отношение държавата се дели на 18 архиепископства и 121 епископства, като за глава на френската (Галиканската) църква се счита архиепископът на Реймс – градът, където се короноват френските крале. Властта на краля над френската църква е неограничена, ако не след 1516, то след 1682 г.
Съдебната система на Франция при абсолютизма се оглавява от Кралски съд с неограничени компетенции, а отделно има 13 върховни съдилища, наречени парламенти. Най-важният от тях е Парижкият парламент. По-надолу следват 100 президиални и 700 баяжни съдилища.

## Съсловия и данъци
Обществото е разделено на три съсловия: (духовенство, аристокрация и трето съсловие), като първите две са привилегировани, а само последното плаща данъци.
Духовенството наброява между сто и двадесет и сто и четиридесет хиляди души, като половината са свещеници, а останалите монаси и монахини. Монополът на католицизма е повсеместен въпреки наличието на две религиозни малцинства от протестанти и евреи. Начело на клира са сто и тридесет епископи, тясно свързани с аристокрацията – към края на 18 век всички висши прелати са благородници. Църквата не само гарантира социалния, политическия и интелектуален ред в кралството, но е и подчинена на кралската власт по силата на Болонския конкордат от 1516 г. Духовенството извършва важни обществени дейности като милосърдието, образованието, гражданското състояние. Икономическата му мощ е голяма; то е едър собственик на земя, от която получава солидни доходи, макар че диоцезите са твърде неравностойни, както по обхват, така и по приходи. Църковният данък (десятък) носи приходи от 110 млн. ливри годишно.
Аристократите са около двеста и седемдесет хиляди души. Повечето от тях са благородници с феодални права, които притежават една четвърт от земите, но вече не обитават именията си (болшинството от тях отиват в кралския двор). По вековна традиция благородникът получава от селяните големи данъци в пари и натура. В допълнение аристократите притежават правото върху всички висши длъжности в гражданската администрация, заемат офицерските чинове в армията и изпълняват дипломатическата служба. Те образуват хомогенна група, основана на наследственото благородно потекло и се радват на привилегии, които ги отличават и обогатяват: носене на сабя, фамилен герб, скамейка в църквата, освобождаване от данъци.
Аристократичното общество се основава на традицията и йерархията по рождение. Висшата аристокрация включва няколко хиляди членове на фамилии, „представени на краля“, със строго доказана генеалогия. Те водят пищен живот в Париж и Версай, поделят си кралските милости и пенсии и се радват на „сладък живот“, както пише по-късно в мемоарите си Талейран. Голямата маса на това съсловие се състои от дребни провинциални благородници, които разчитат само на имението си, за да преживеят и тъй като доходите им са недостатъчни, налагат на селяните всевъзможни такси – за ползване на мелници, мостове и т.н., което предизвиква недоволство. Единственият изход за синовете на тези семейства е постъпването в армията и за тях са запазени офицерските чинове според един указ от 1780 г.
Третото съсловие включва останалото население извън кръга на първите две и се оценява на 98% от цялото население. То бързо нараства, като през столетието населението на Франция нараства от 20 на 26 милиона жители. Съсловието не е еднородно и има три групи. Основната е групата от наемни работници в града и селото и селяни в провинцията, като широката маса (около три четвърти) от него са селяни. Те се препитават със семейно дребно производство и носят тежко данъчно бреме. Най-непосилният данък е taille върху земята и продукцията, въведен през 1439 г. и възлизащ на около 50%. Други данъци върху приходите са capitation, vingtieme и corvee. Общо от тези данъци в навечерието на революцията държавата събира годишно сумата от 208 млн. ливри. Съществуват и косвени данъци – върху солта, напитките и тютюна, които внасят в държавната хазна до 135 млн. ливри годишно. Освен това има редица задължения за полагане на общественополезна дейност, например поддържането на пътища. Хората  ненавиждат тази ангария:с. 32 – 33
Втората група по численост и водещ елемент в третото съсловие е градското население, зараждащата се буржоазия: търговци на едро, спекуланти, банкери, манифактуристи, занаятчии и дребни търговци. Те са в основата на общото движение за издигане и забогатяване. Важен дял от натрупването на търговски печалби се дължи на търговския обмен с колониите, включително от триъгълна търговия.
Третата група е елитът – забогатели градски производители и търговци, интелигенцията (адвокати, икономисти) – които постепенно съставят нова аристократична прослойка. Част от тях се опитват да подражават на живота на аристокрацията, мнозина си купуват имения и благороднически титли, заемат различни длъжности в съдебните органи и държавното управление. Образно тя е наричана аристокрация на тогата (мантията), докато истинските благородници си запазват прозвището аристокрация на шпагата.

## Икономическа конюнктура
През 1778 – 1783 г. Франция участва активно във Войната за американската независимост, което предизвиква сериозна финансова криза. Усилията на икономисти от различни националности, като Жак Некер и Шарл Талон, не решават проблема, защото дворът не е готов да приеме основното им искане – свиване на кралските разходи. Недоволството на третото съсловие от хаотичното управление и от неравномерните данъци се увеличава, допълнително подклаждано от пропагандата на интелигенцията. Особен ефект има излизането на брошурата „Какво е третото съсловие?“ от абат Сийес през януари 1789 г. Тогава Луи XVI решава да свика за първи път от 1614 година Генералните щати.